# Technologiepark Bremen

Standort in Bremen - Horn-Lehe

Der Technologiepark Bremen ist ein Technologiepark im Stadtteil Horn-Lehe, Ortsteil Lehe direkt an der Universität Bremen. Er wurde Ende der 1980er Jahre geschaffen und gehört zu den größten Technologieparks in Deutschland.

## Geschichte
Ab 1969 entstand die Universität Bremen. 1986 wurden die städtebaulichen Planungen für einen Technologiepark begonnen und 1988 im Senat von Bremen beschlossen. Der Technologiepark entstand auf den Flächen um die Universität Bremen mit ihren über 3500 Mitarbeitern und rund 19.000 Studenten (Stand 2016). Zunächst zögerlich, dann aber deutlich zunehmend, siedelten sich auf rund 170 Hektar Fläche die Universität und deren Einrichtungen sowie über 500 Hightech-Unternehmen mit über 12.000 Mitarbeitern sowie über 50 Instituts- und Forschungsinstitute an.

Breites Bild via gallery
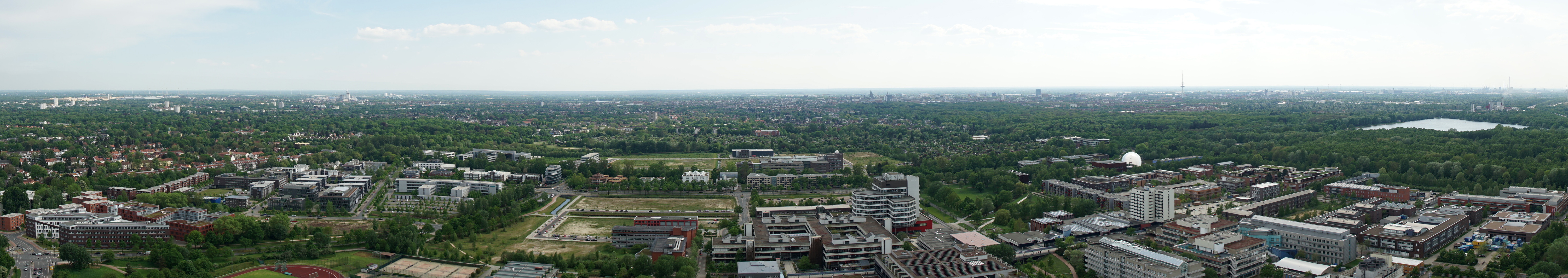
Technologiepark und Universität Bremen (Schwenkpanorama von der Spitze des ZARM-Fallturms)

### Unternehmen und Institute
Impulse gingen unter anderem von der Ansiedlung des durch die Fuchs-Gruppe entwickelten Raumfahrtkonzerns OHB SE aus, dessen damalige OHB Technology AG 1988 ihr Hauptquartier an der Universitätsallee bezog und dabei auch ein architektonisches Zeichen setzte. Das Areal wurde seither geprägt von teils markanten Bauten zahlreicher Hightech-Unternehmen, -Forschungseinrichtungen und -Institutionen wie das Max-Planck-Institut für marine Mikrobiologie (MPI-MM) der Max-Planck-Gesellschaft (1987, Architekt Gottfried Böhm), das BITZ – Bremer Innovations- und Technologie-Zentrum (1988, Architekt Gert Schulze), der Fallturm Bremen (1989, Architekt Horst Rosengart) des Zentrums für angewandte Raumfahrttechnologie und Mikrogravitation (ZARM), der inzwischen zur Datagroup AG gehörende IT-Dienstleister Messerknecht Informationssysteme (1990), das BIBA – Bremer Institut für Produktion und Logistik (1992, Architekt: Oswald Mathias Ungers), die BEGO Bremer Goldschlägerei (1994), das Technologie-Zentrum Informatik und Informationstechnik TZI (1995) und das Wissenschaftscenter Universum Bremen (2000, Architekt Thomas Klumpp). 1998 wurde die Straßenbahnlinie 6 in das Gebiet verlängert. Ab 2000 wurde das Zentrum in Richtung Süden erweitert. Die Siemens AG zog in den Technologiepark (1999) und es folgten weitere Unternehmen in schneller Folge.   
Es entstanden in dieser Zeit über 50 Institute und sonstige Forschungseinrichtungen, davon eine Reihe von An-Instituten der Universität Bremen, das Max-Planck-Institut MPI-MM und zwei Fraunhofer-Institute wie das Fraunhofer-Institut für Fertigungstechnik und Angewandte Materialforschung IFAM (1999) und das Fraunhofer-Institut für Bildgestützte Medizin MEVIS (um 2007). Siehe dazu: Forschungseinrichtungen auf dem Campus

### Bildungseinrichtungen
Als weitere Bildungseinrichtungen siedelten sich an:
- 1978 das Berufsbildungswerk Bremen des SoVD (früher Reichsbund), das sich am Rande des Technologieparks in einem Gebäudekomplex (Architekten: Gruppe me di um, Hamburg) an der Universitätsallee befindet.
- 2002 die zur Niemeyer-Unternehmensgruppe gehörende TAB – Technische Akademie Bremen am Hochschulring gegenüber vom Fallturm, die 2010 aufgelöst wurde. In dem Gebäude befinden sich inzwischen verschiedene Institute und Einrichtungen der Universität Bremen.[4]
- 2004 IQ - Intelligente Qualifizierung (gegründet 1956; vormals unter dem Namen STA - Seminar für technische Ausbildung bekannt). Hier bilden sich zahlreiche Personen in IHK-Aufstiegsfortbildungen weiter, z. B. zum Industriemeister, Fachwirt, Betriebswirt. Auch wird seit 2011 ein Studium mit Abschlussziel "Staatlich geprüfter Techniker" angeboten.
- 2005 die private Apollon Hochschule der Gesundheitswirtschaft mit 2500 Studenten.
- 2009 die HIW – Hochschule für internationale Wirtschaft und Logistik mit rund 70 Studenten. 2016 soll die Fachhochschule HIWL in die IUBH – International University of Applied Science Bad Honnef - Bonn übergehen.
- 2011 die ISB – International School of Bremen, einer Privatschule (Ersatzschule) mit Kindergarten, Primarstufe sowie Sekundarstufe I und II, in einem Neubau (Architekt: Thomas Klumpp) am Hochschulring/Badgasteiner Straße mit anfangs rund 400 Schülern. Die 1998 gegründete Schule war zunächst in der ehemaligen Schule an der Thomas-Mann-Straße ansässig.[5]

Vielfältige Branchen der Bereiche Informations- und Kommunikationstechnik, Luft- und Raumfahrt, Logistik, Maritime Sicherheit, Werkstoff-, Mikrosystem- und Produktionstechnik sowie Sensor- und Nanotechnologie etablierten sich rund um die Universität Bremen, der sich so zu einem ein Stadtteil der Spitzentechnologie entwickelte. Der Bremer Technologiepark gehört zu den „größten Technologieparks in Deutschland“ und wird zudem zu den „erfolgreichsten Technologieparks in Deutschland“ gezählt.
Der Technologiepark Bremen wird betreut von Bremens Wirtschaftsförderer, der WFB Wirtschaftsförderung Bremen GmbH, die insbesondere bei der Standortsuche beratend tätig ist. Gegenwärtig (2016) stehen von dem insgesamt 172 Hektar großen Areal noch rund 10 Hektar freie, städtische Gewerbegrundstücke zur Verfügung.
Der 2001 gegründete Verein Technologiepark Uni Bremen e. V. stellt ein Netzwerk im Technologiepark dar. Er ist mit der WFB vernetzt. Im Verein sind gegenwärtig (2020) rund 100 Unternehmen und Institutionen vertreten.

## Sonstiges
Auf dem Gelände des Technologieparks befinden sich mehrere Kindertagesstätten (Kitas), die Kinderkrippen-, Kindergarten- und Kinderhort-Plätze anbieten. Zu den Trägern gehört unter anderem der 2003 gegründete Verein Kindertagesstätte Technologiepark e. V., der die Kita Entdeckerhaus (2003, Architekt: Peter Hübner) in der Robert-Hooke-Straße und die Kita UniKids in der Straße Am Fallturm betreibt.
Seit Ende 2015 betreibt die Bremer Sektion des Deutschen Alpenvereins (DAV) in der Robert-Hooke-Straße am Nordrand des Technologieparks das Unterwegs – DAV Kletterzentrum Bremen, in dem in einer neu errichteten Kletterhalle und auf dem Außengelände Indoor- und Outdoorklettern für alle Altersgruppen angeboten werden.
Seit November 2020 befindet sich der Hauptsitz der Sparkasse Bremen an der Universitätsallee Nr. 14.

## Areal und Bauwerke

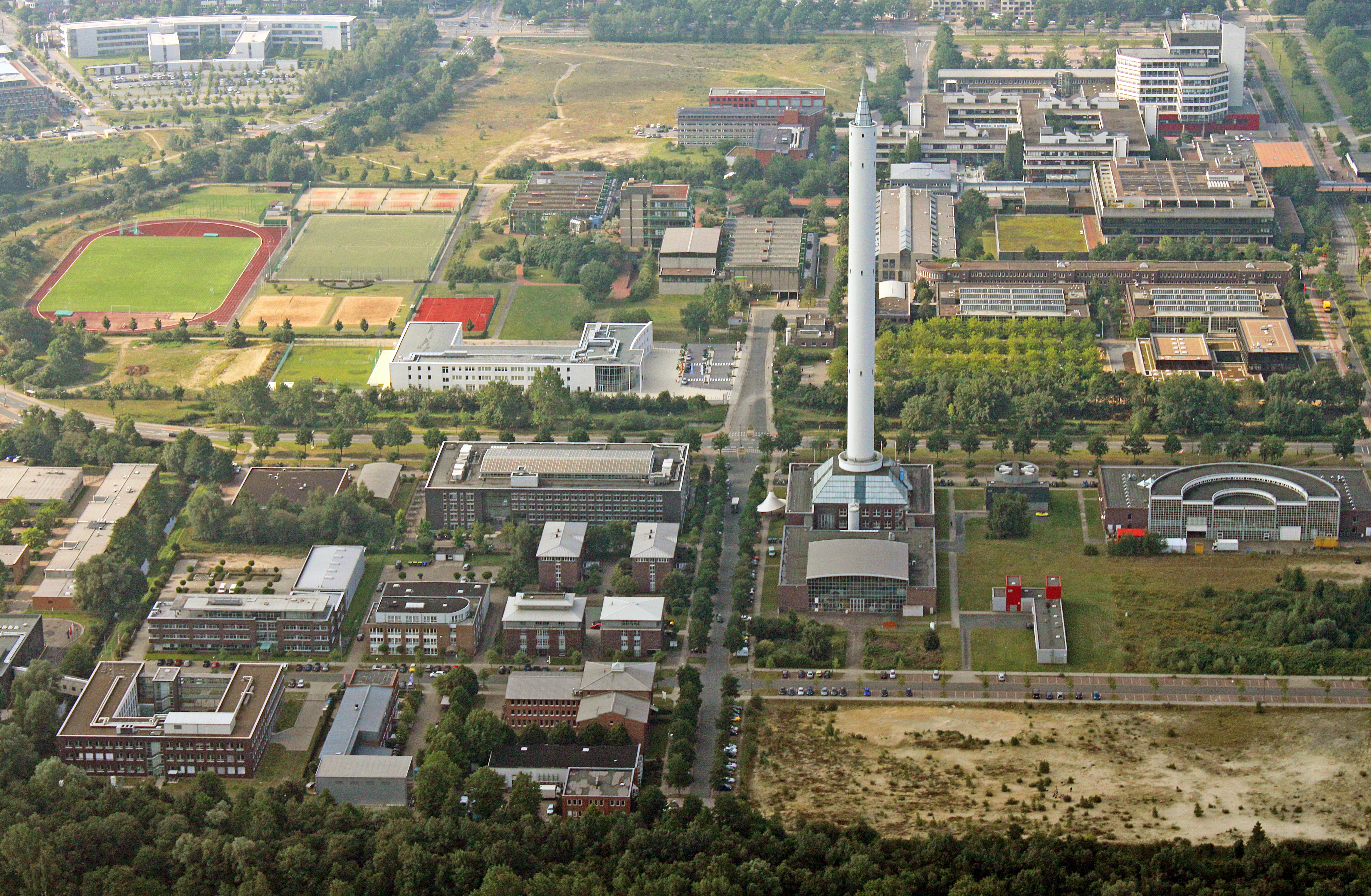
Mitte: ZARM-Institutsgebäude und Fallturm, dahinter: Zentralbereich der Universität Bremen
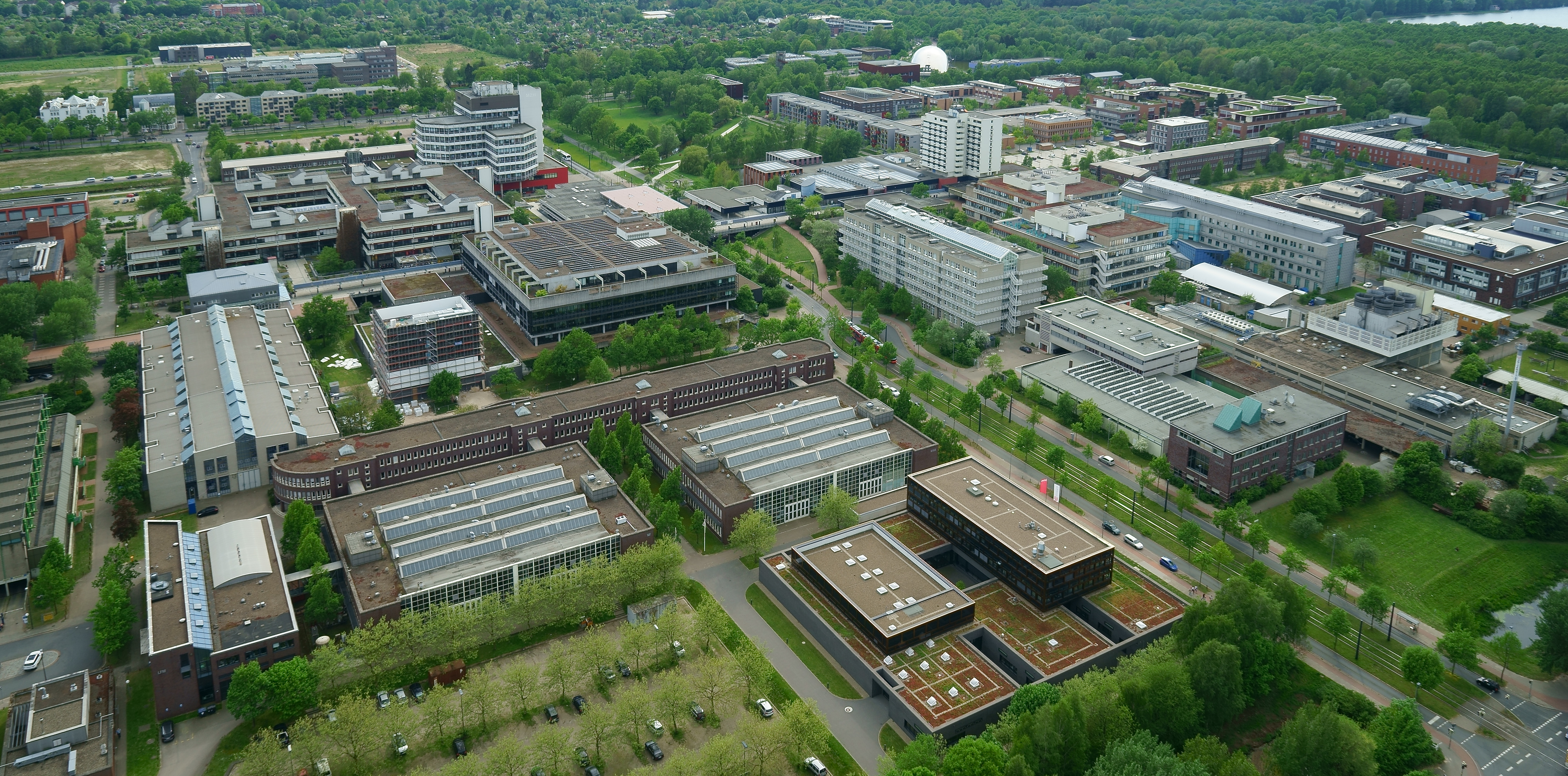
Universität Bremen (Zentralbereich, Staats- und Universitätsbibliothek)
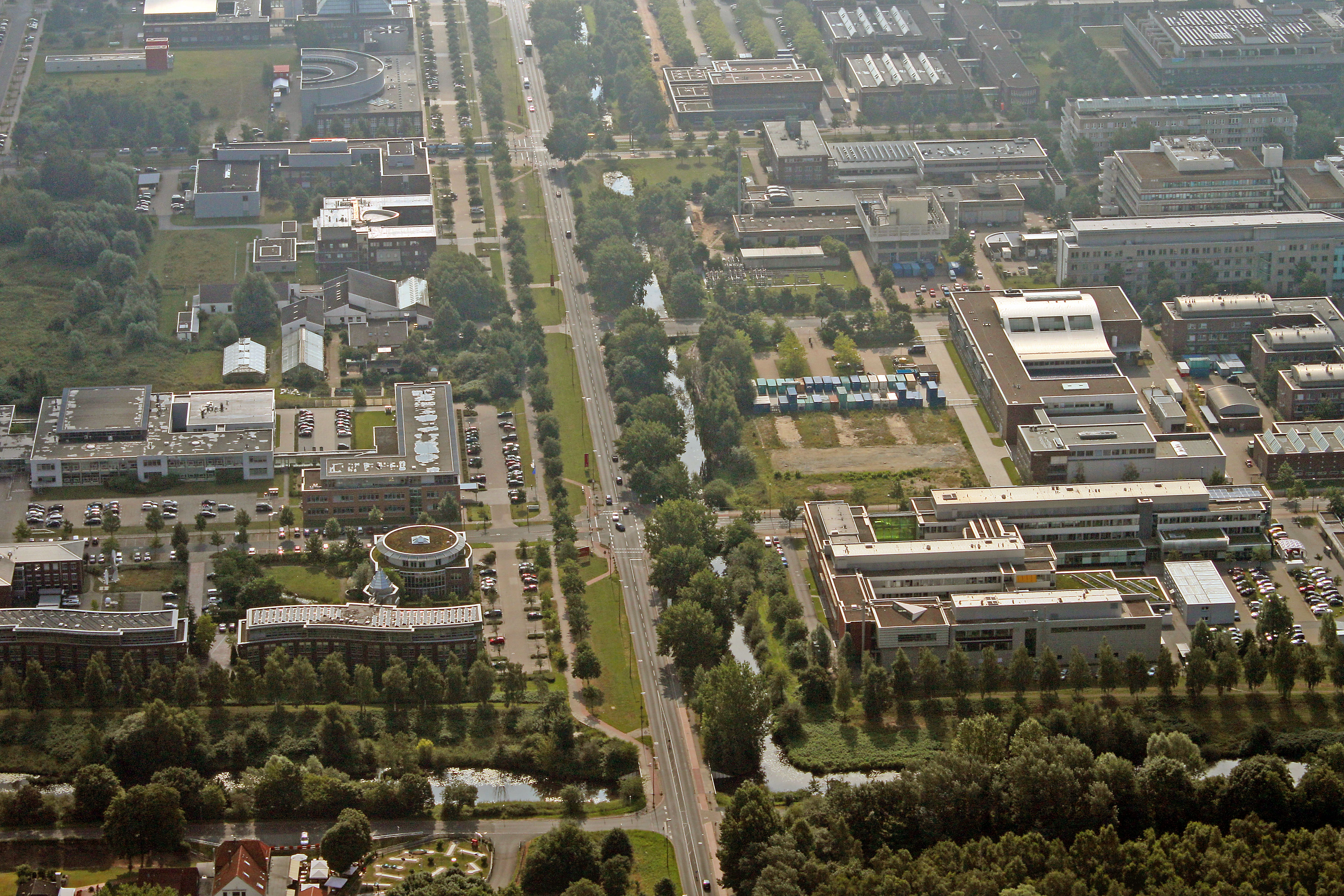
Universität, Institute, Unternehmen
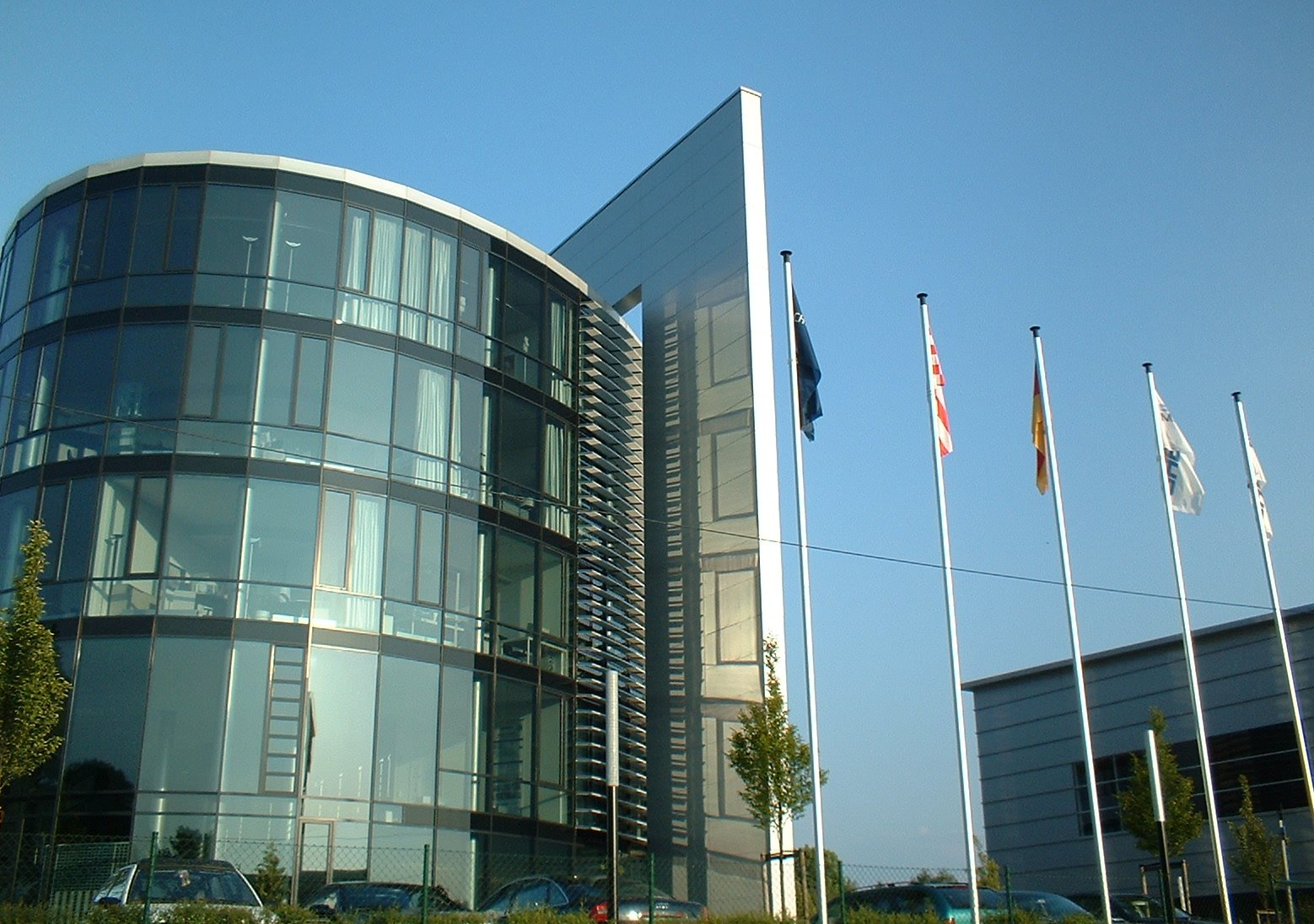
OHB
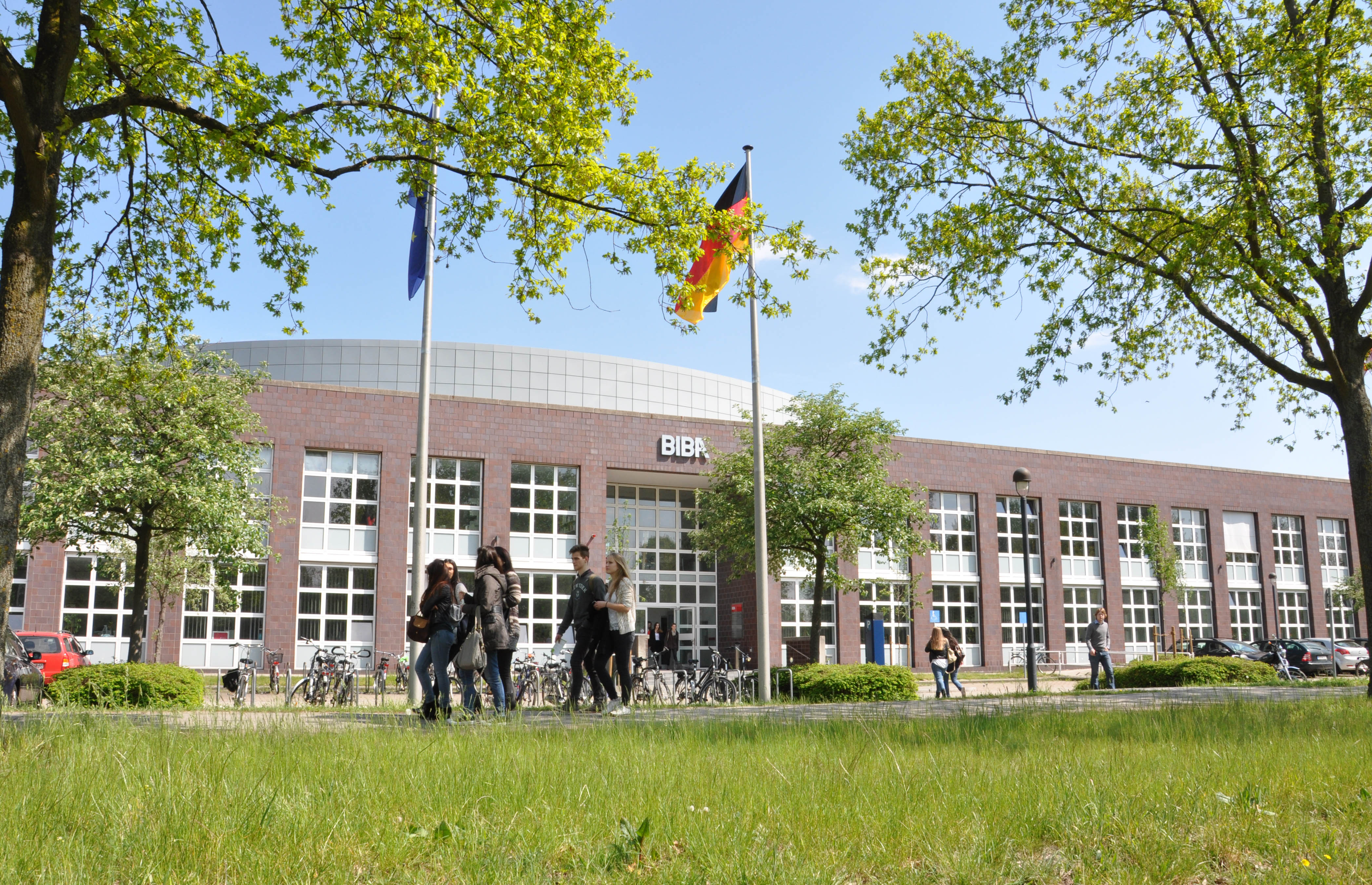
BIBA
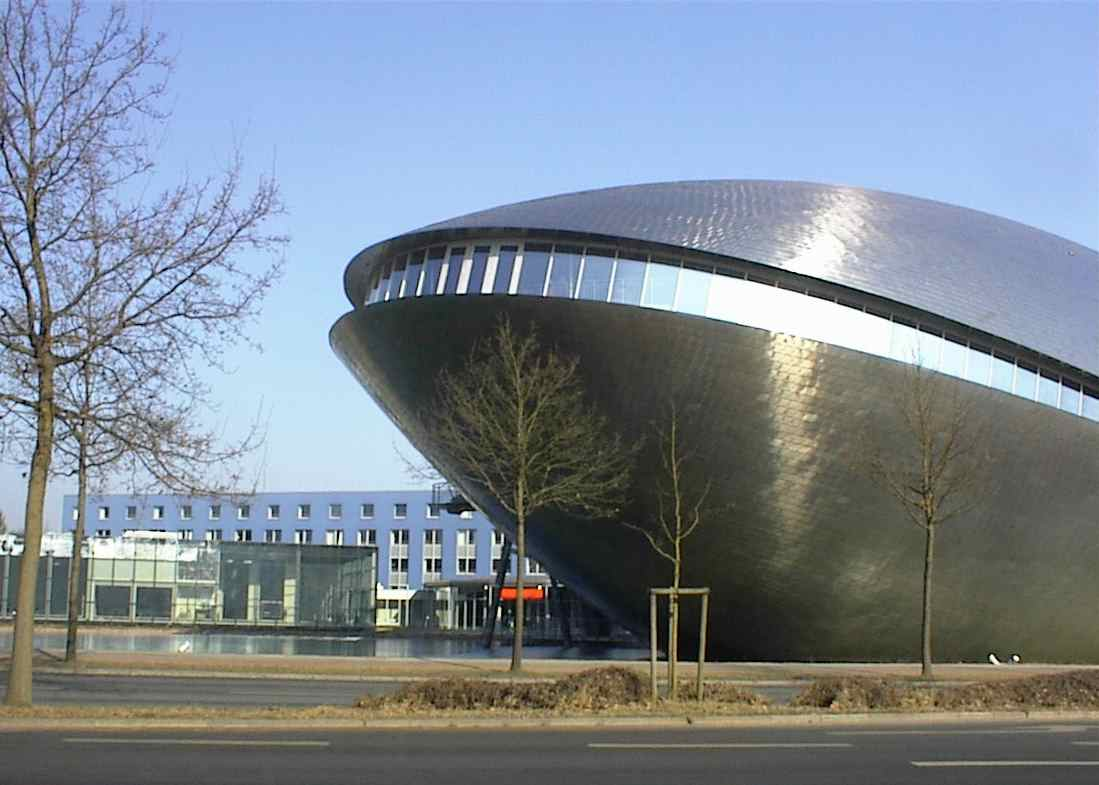
Universum Bremen
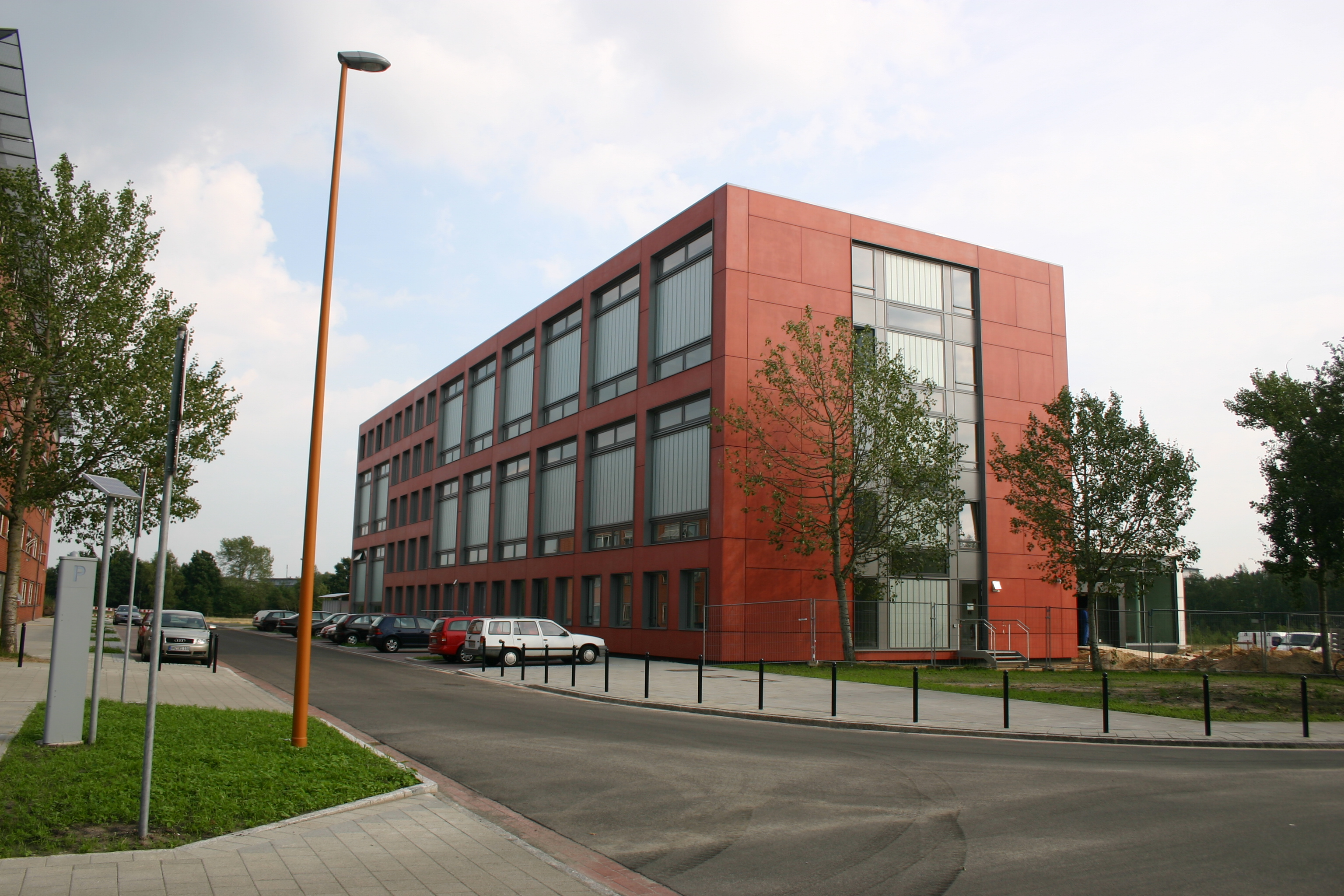
Cartesium
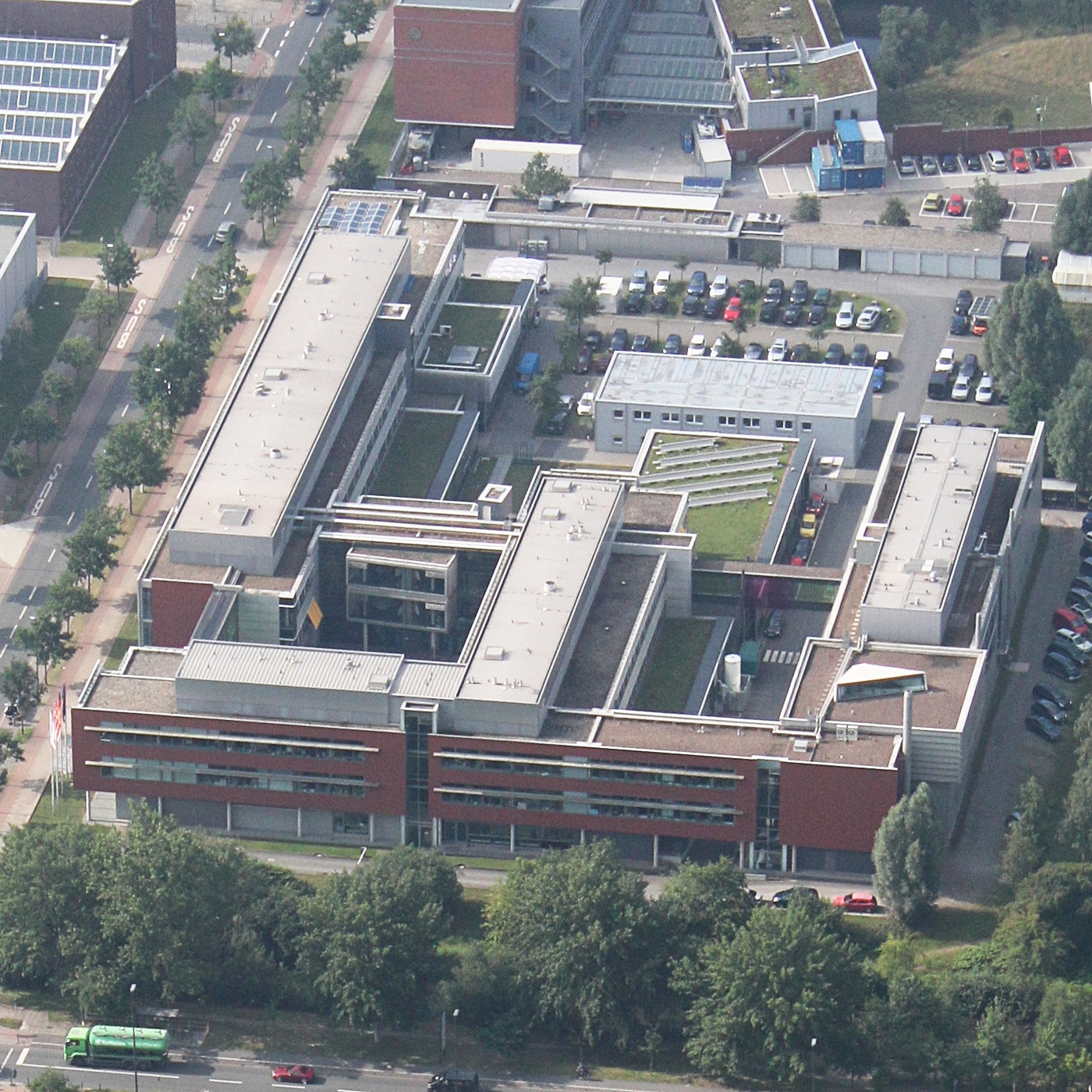
Fraunhofer-Institut IFAM
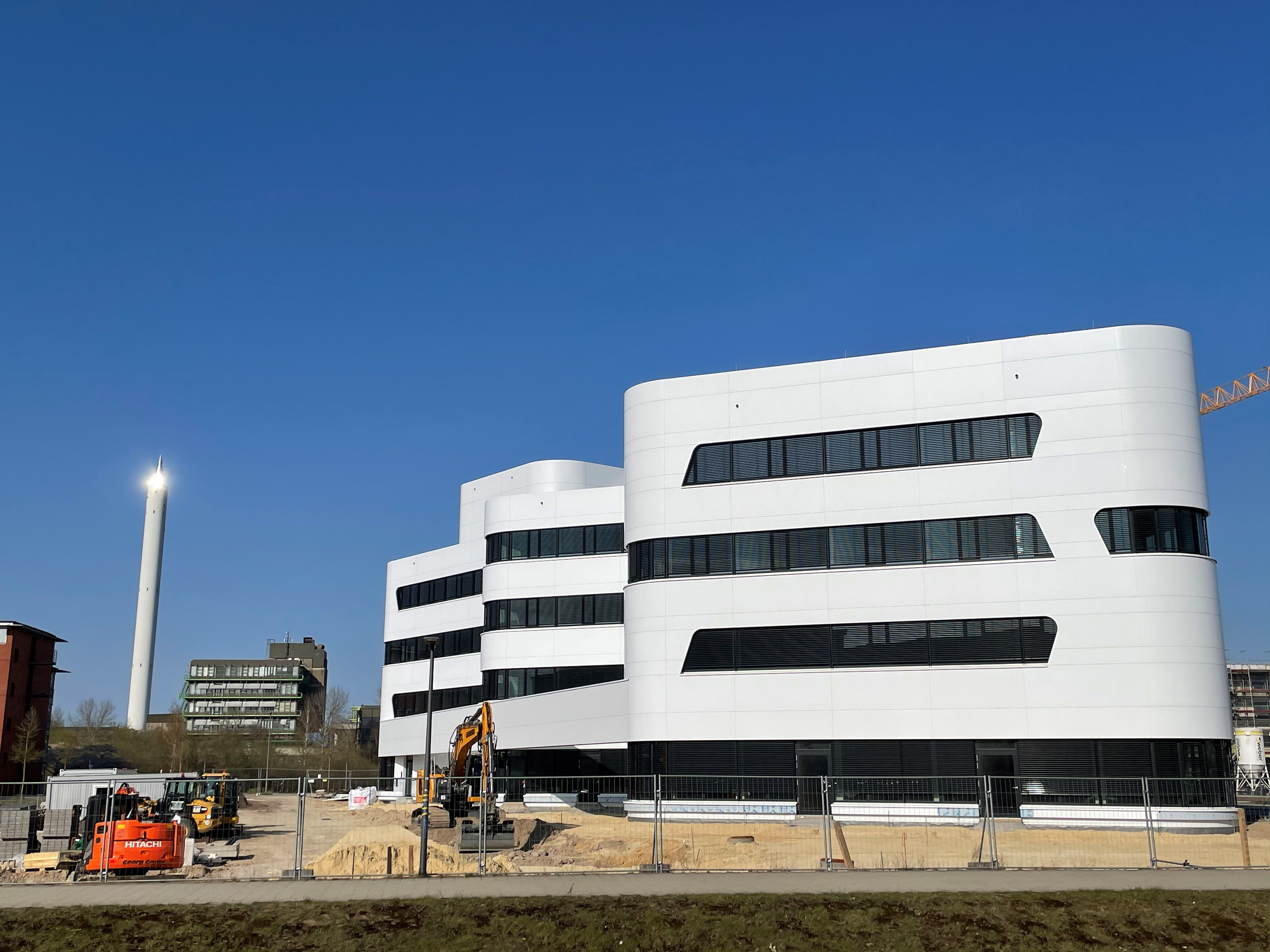
Fraunhofer-Institut MEVIS
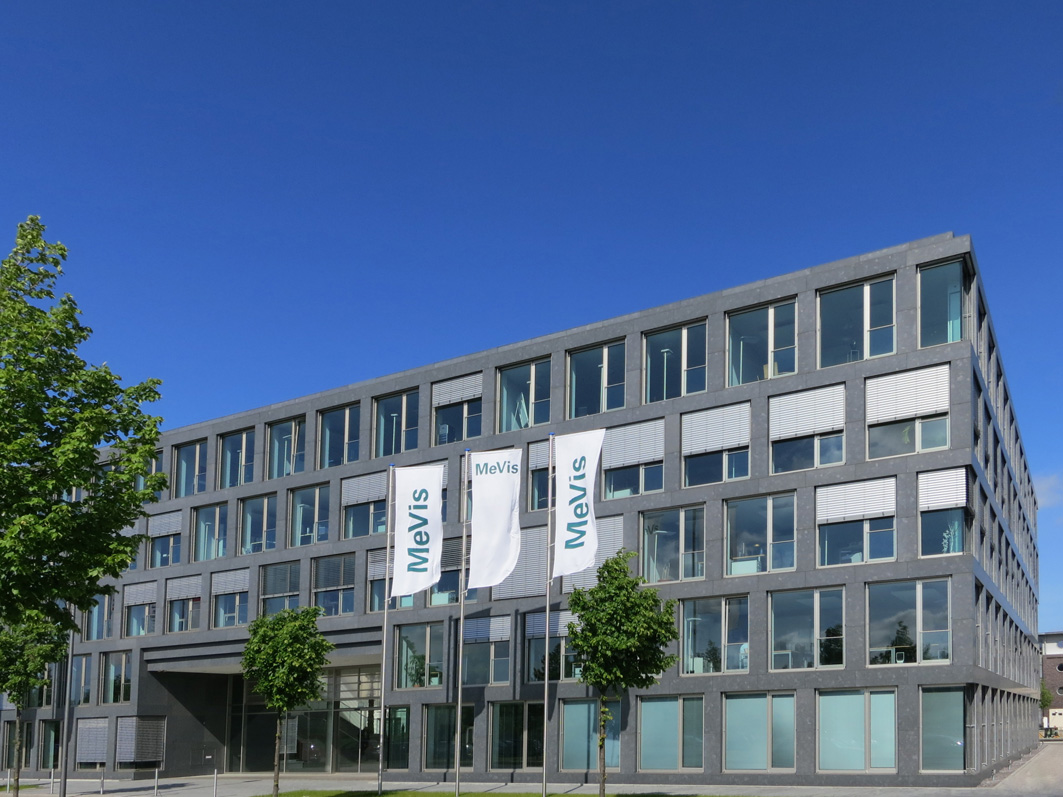
MeVis Medical Solutions
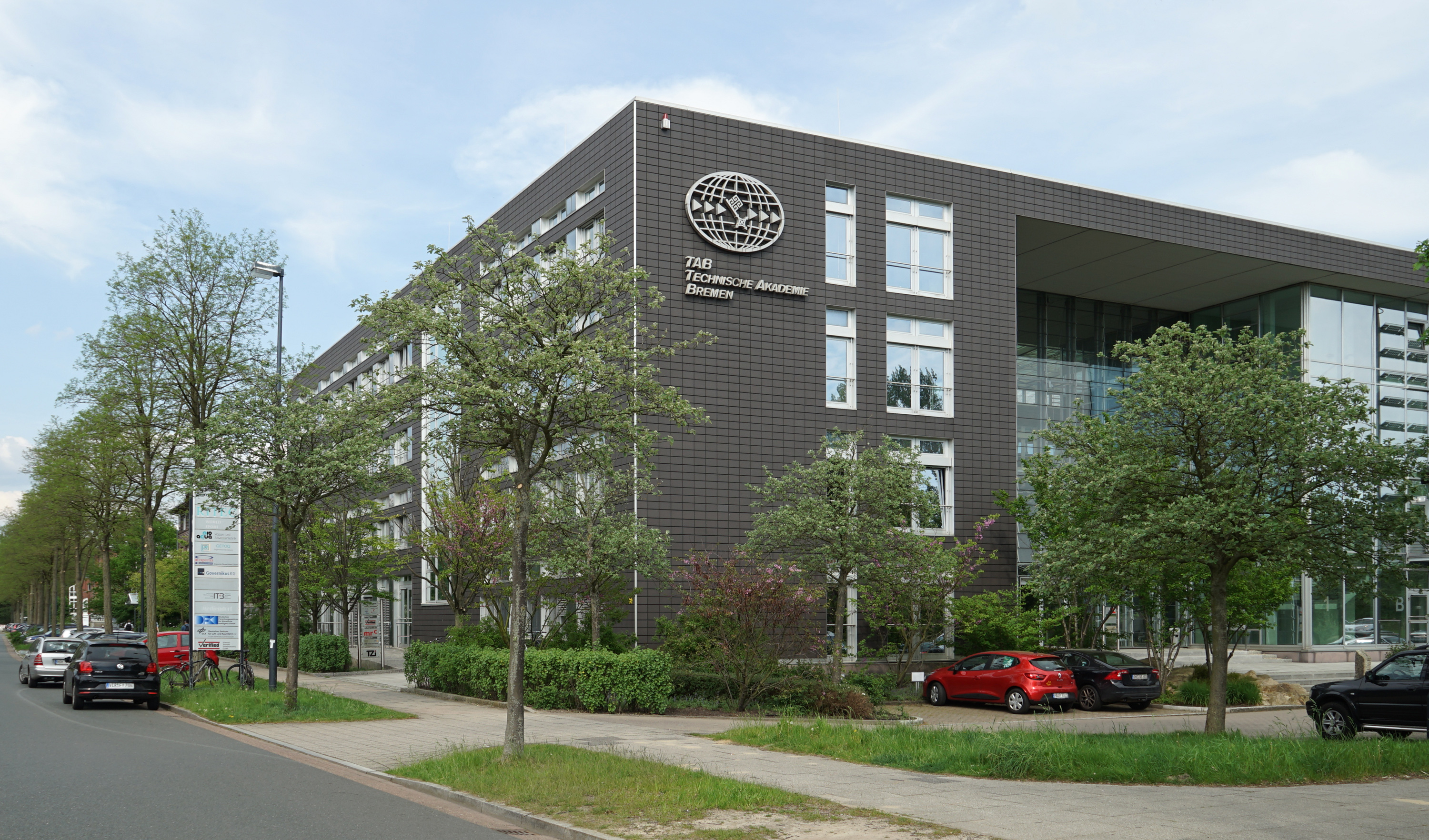
Ehemalige TAB, heute verschiedene Institute
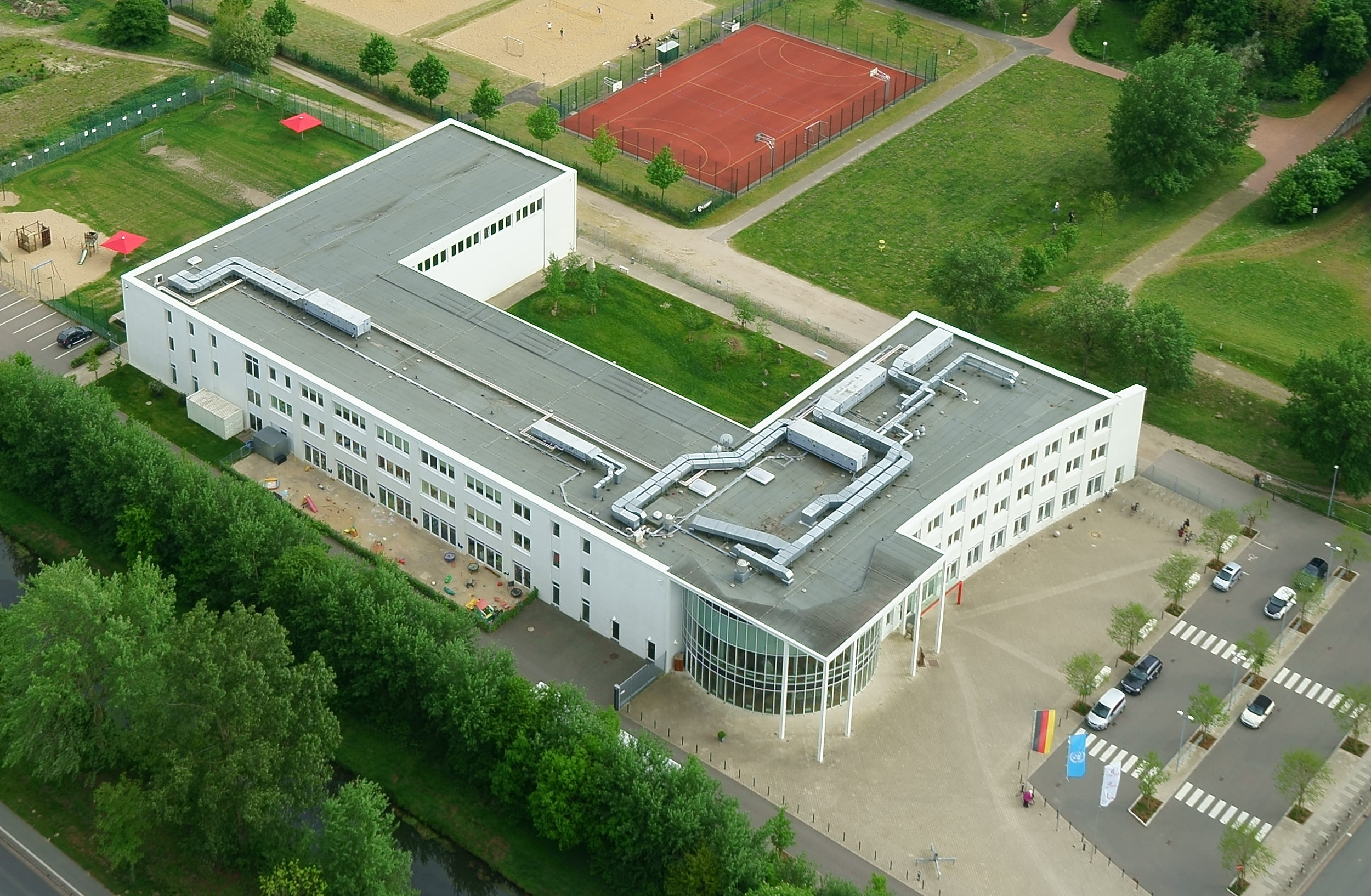
ISB International School of Bremen
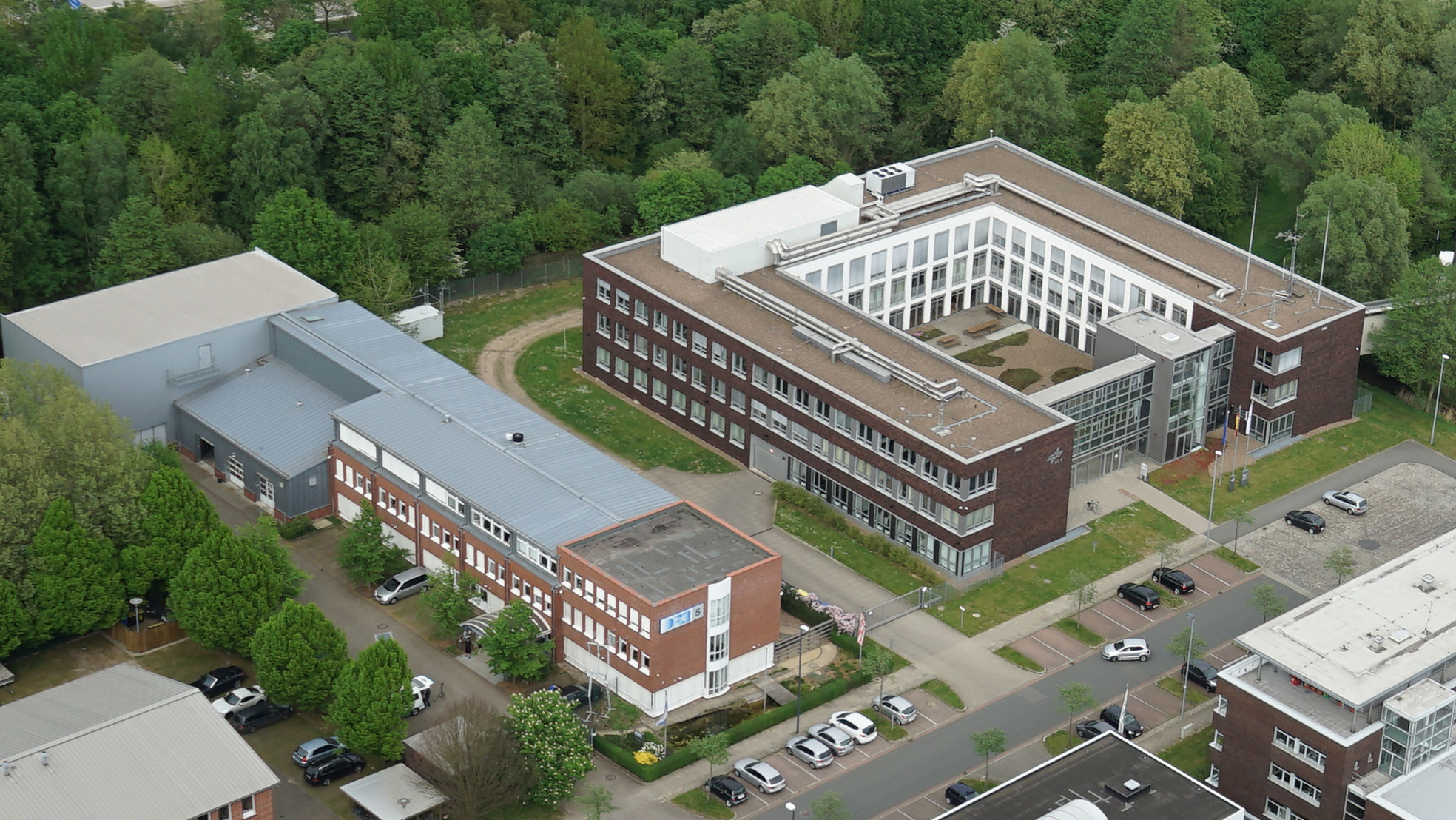
DFKI und DLR
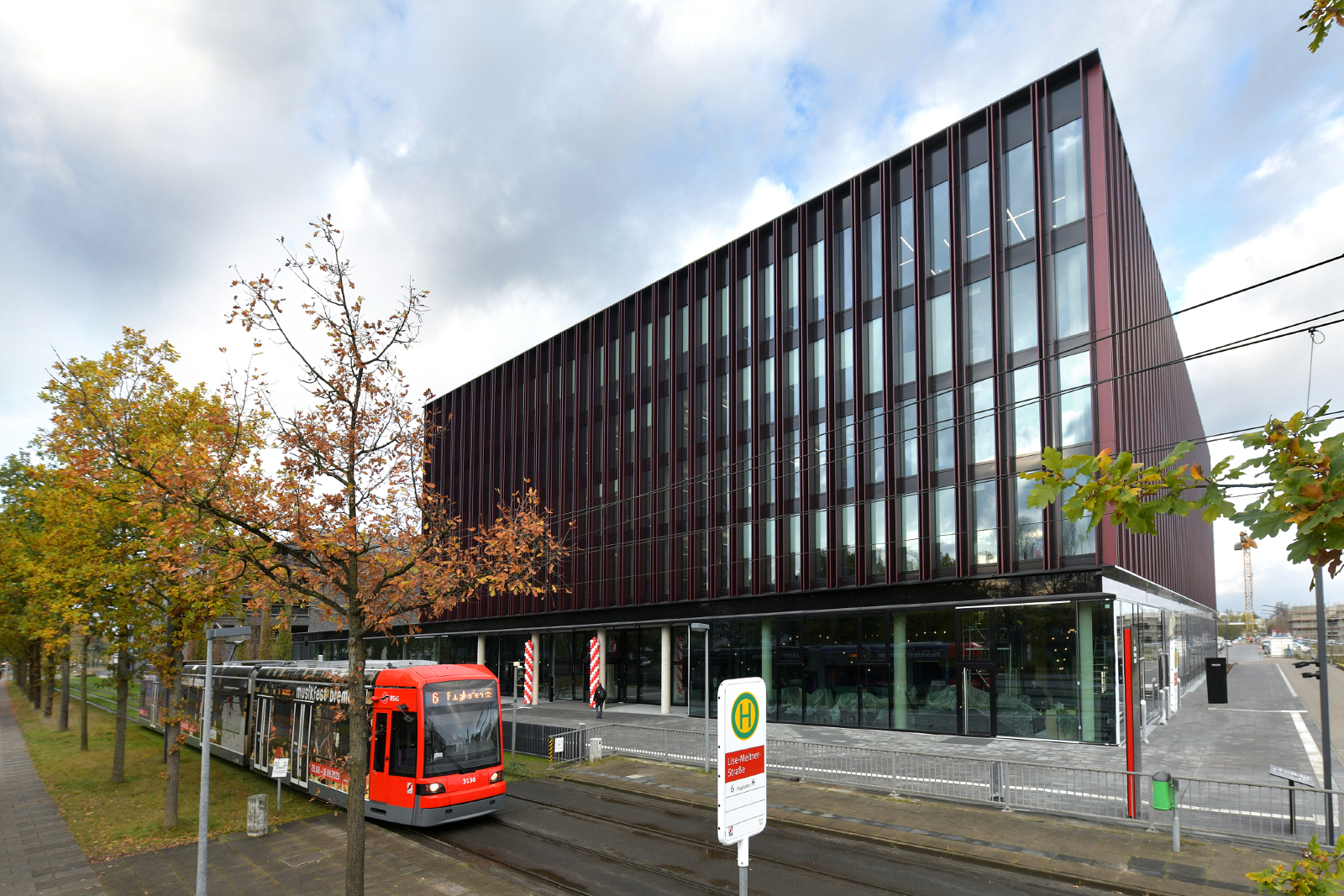
Hauptsitz der Sparkasse Bremen

## Verkehrsanbindung
Der Technologiepark Bremen im Bremer Osten hat Anschluss an die Autobahn 27 über die Anschlussstelle Horn/Lehe. Das Bremer Kreuz und die Autobahn 1 befindet sich in etwa 13 km Entfernung. Innerstädtisch können der Bremer Hauptbahnhof und die City in 6 km erreicht werden sowie der Flughafen Bremen in rund 11 km. Die Straßenbahnlinie 6 der BSAG führt in die Innenstadt zum Hauptbahnhof und zum Flughafen.